# Sebastian Quatram
Sebastian Quatram (Lebensdaten unbekannt) war ein deutscher Fußballspieler.

## Karriere

### Vereine
Quatram gehörte dem Duisburger SpV an, für den er als Stürmer von 1912 bis 1921 in den vom Westdeutschen Spiel-Verband ausgetragenen Meisterschaften, zunächst in einer zehn Mannschaften umfassenden Verbandsliga, danach im Ruhrkreis, seine letzten beiden Spielzeiten im Rheinischen Nordkreis bzw. in der Kreisliga Duisburg, Punktspiele bestritt. Während seiner Vereinszugehörigkeit gewann er dreimal die Westdeutsche Meisterschaft, die zugleich zur Teilnahme an den Endrunden um die Deutsche Meisterschaft berechtigten.
Am 20. April 1913 bestritt er in Frankfurt am Main sein erstes Endrundenspiel, das mit 2:1 gegen den FC Stuttgarter Cickers im Viertelfinale gewonnen wurde. Mit demselben knappen Ergebnis wurde eine Woche später in Essen der amtierende Meister Holstein Kiel im Halbfinale bezwungen; Siegtorschütze war Heinrich Fischer in der 60. Minute, nachdem Anton Bongartz der Ausgleich zum 1:1 in der 35. Minute gelungen war. Das sich anschließende und am 11. Mai 1913 in München ausgetragene Finale gegen den VfB Leipzig wurde mit 1:3 verloren. In der neunten Spielminute geriet seine Mannschaft durch einen unberechtigten Handelfmeter in Rückstand, der sich bis zur 60. Minute auf 0:3 erhöhte. Heinrich Fischer erzielte in der 75. Minute das einzige Tor für seine Mannschaft, er und seine Mitspieler mussten sich aber folglich als unterlegener Finalist – größter Vereinserfolg bis heute – begnügen.
Die nächsten beiden Endrundenspiele bestritt er am 3. Mai 1914 in Essen beim 4:1-Viertelfinalsieg n. V. über den Altonaer FC 93 und das 14 Tage später beim VfB Leipzig mit 0:1 verlorene Halbfinale. Seine letzten beiden Endrundenspiele waren das Viertel- und Halbfinale am 22. und 29. Mai 1921 beim 2:1-Sieg n. V. über den Hamburger SV und bei der 1:2-Niederlage n. V. gegen Vorwärts 90 Berlin. Diese waren möglich geworden, da er mit seiner Mannschaft noch einmal den Titel des Westdeutschen Meisters gewann.

### Auswahlmannschaft
In der Saison 1912/13 gewann er mit der Auswahlmannschaft des Westdeutschen Spiel-Verbandes den Wettbewerb um den Kronprinzenpokal. Im Finale am 8. Juni 1913 in Berlin beim 5:3-Erfolg gegen die Auswahlmannschaft des Verbandes Brandenburgischer Ballspielvereine zeichnete sich Heinrich Fischer als dreifacher Torschütze aus.

## Erfolge
- Zweiter der Deutschen Meisterschaft 1913
- Westdeutscher Meister 1913, 1914, 1921
- Kronprinzenpokal-Sieger 1913